# Cardo (Jerusalem)

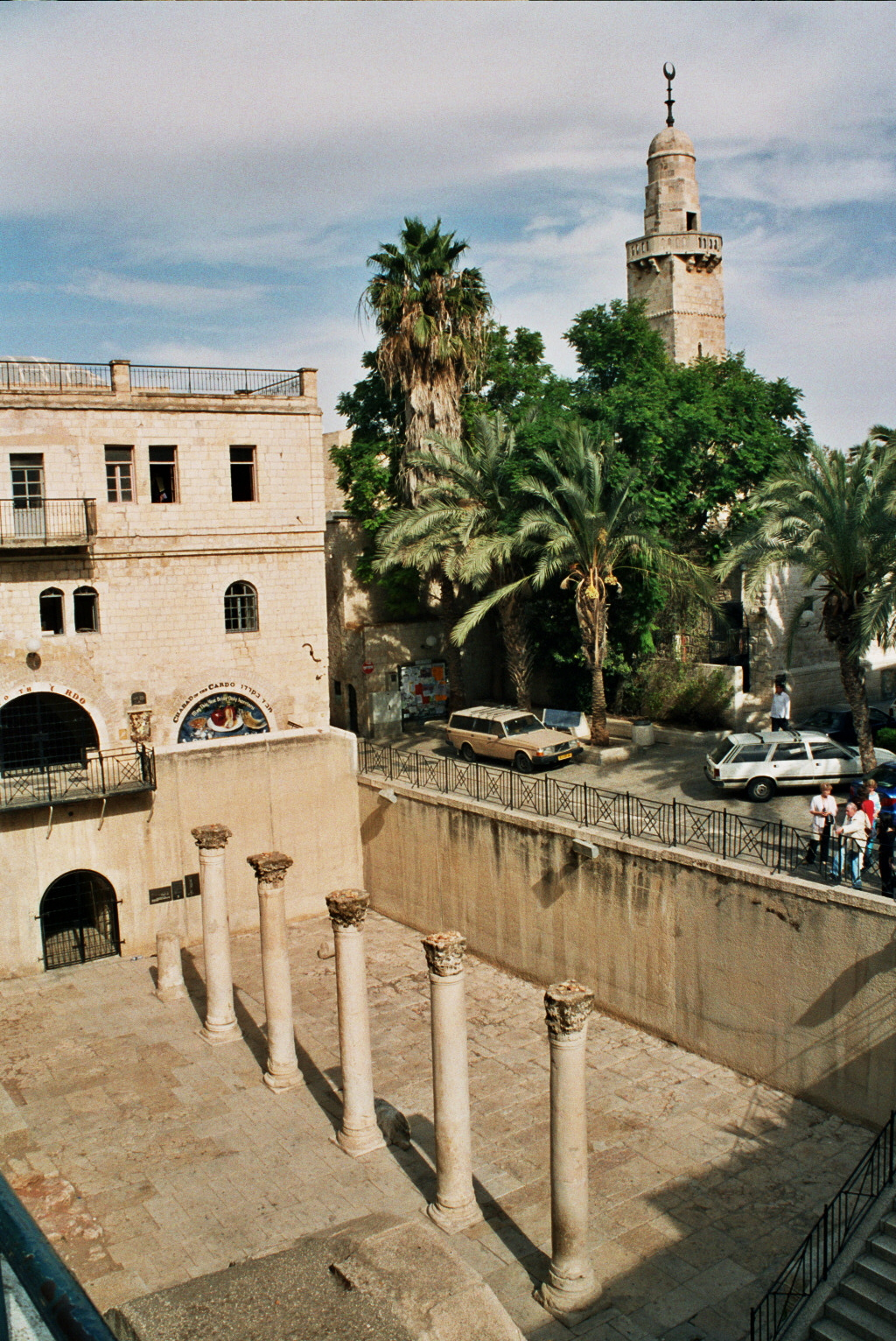
Der Cardo im jüdischen Viertel; Die Aufnahme stammt aus dem Jahr 2006 vor der Wiedererrichtung der Hurva-Synagoge, deren Kuppel heute links neben dem Minarett hinter den Palmen zu sehen ist

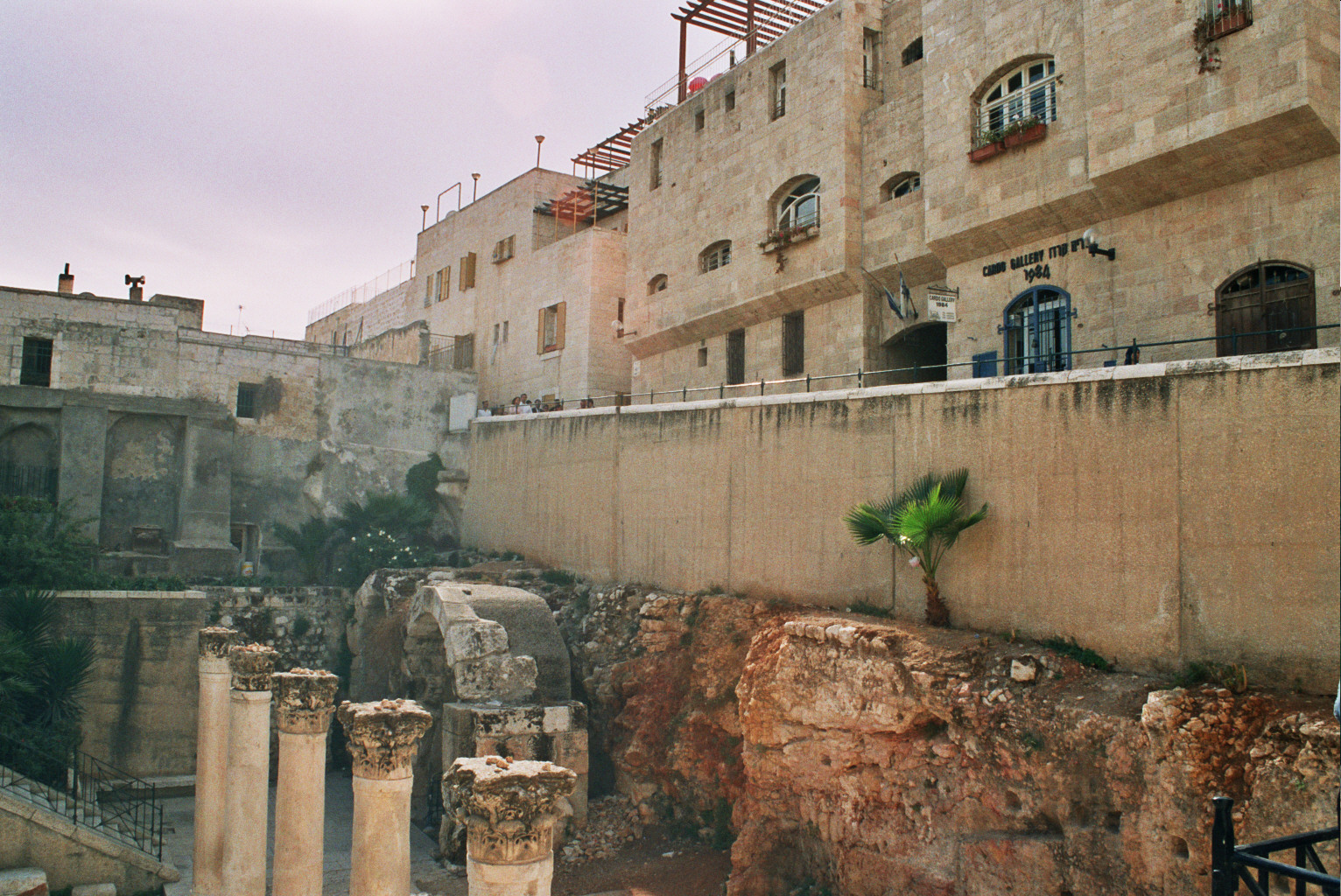
Der Cardo befindet sich vier Meter unterhalb des Straßenniveaus des jüdischen Viertels

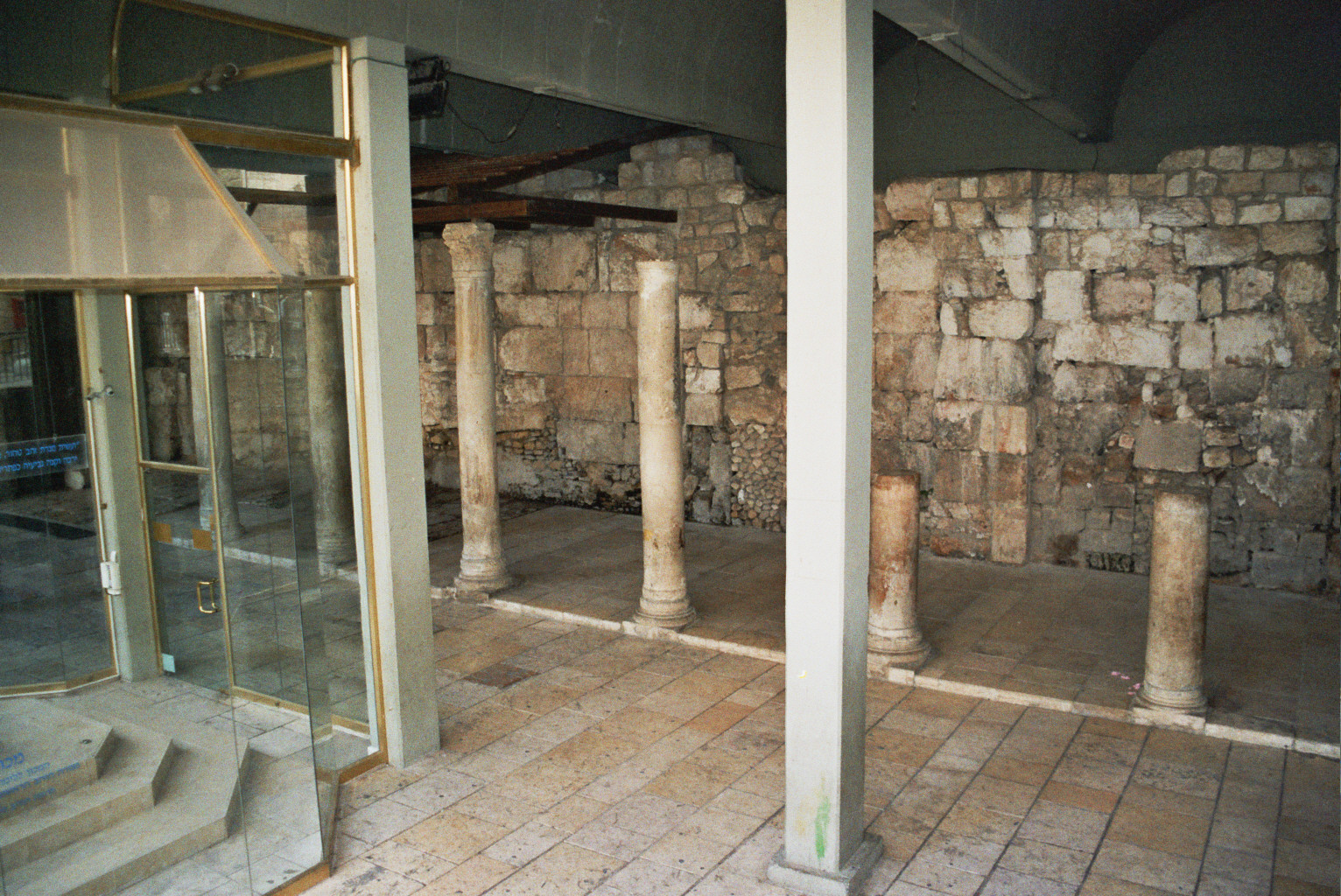
Über dem Cardo befinden sich z. T. Häuser des jüdischen Viertels

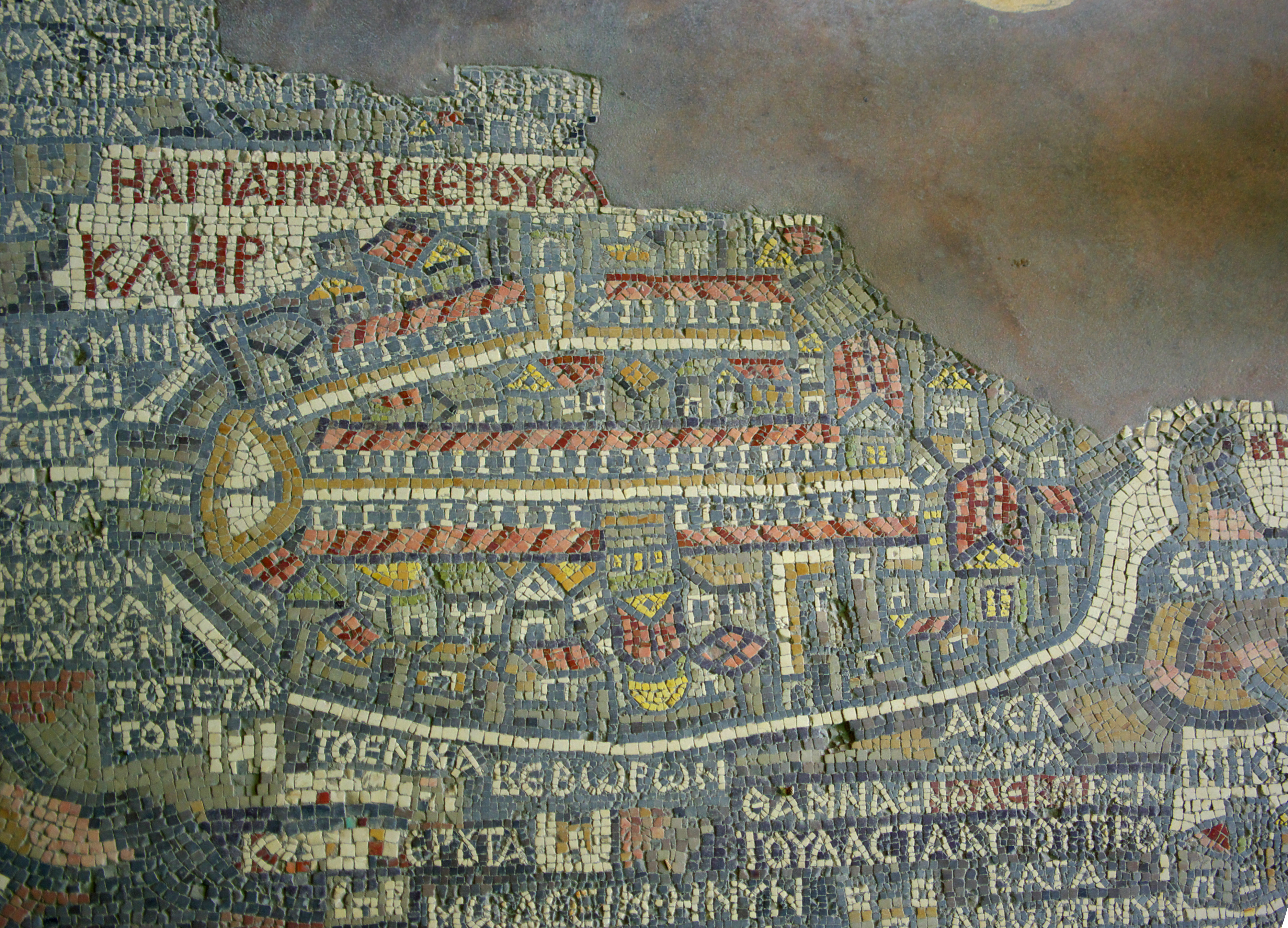
Auf der Karte von Madaba ist Cardo zu erkennen

Der Cardo (griechisch: „Herz“), auch Cardo Maximus, von Jerusalem ist die heute in ihrem südlichen Teil streckenweise freigelegte ehemalige Hauptstraße aus römisch-byzantinischer Zeit. Der Cardo führte vom nördlichen Stadttor, dem heutigen Damaskustor, zum südlichen, dem jetzigen Misttor. Der Begriff Cardo im Allgemeinen bezeichnet die für das Stadtbild einer römischen bzw. byzantinischen Stadt typische, meist in Nord-Süd-Richtung verlaufende Hauptachse. Senkrecht auf dieser Hauptachse wurde oft, wie auch hier, eine in Ost-West-Richtung verlaufende Straße angelegt, der Decumanus, der vom westlichen Stadttor, dem heutigen Jaffator, zum Tempelberg nach Osten führte. Der Kreuzungspunkt dieser Hauptachsen war das Zentrum der Stadt.

## Ausgrabung
Der Cardo war bei Schachtarbeiten für das Fundament eines Wohnhauses im Zuge des Wiederaufbaus des Jüdischen Viertels der Altstadt Jerusalems, das während der Zeit der jordanischen Besetzung Ostjerusalems von 1948 bis 1967 systematisch zerstört und unbewohnbar gemacht worden war, entdeckt worden. Die Ausgrabung des Cardo durch Professor Nahman Avigad für die Hebräische Universität begann im Jahre 1975 und dauerte 2 Jahre. Ein ca. 200 m langer Abschnitt des Cardo wurde 4 m unter dem heutigen Straßenniveau freigelegt. Der Nordteil der Straße ruhte auf mehreren Metern Erdfüllung, während das Südende auf nivelliertem Grundgestein lag, das auf seiner Westseite einen 6 m hohen Wall bildete. Der Cardo war eine Kolonnadenstraße und wurde durch zwei Reihen steinerner Säulen in eine breite Straße und zwei 5 m breite, überdachte Passagen zu beiden Seiten gegliedert. Eine Konstruktion aus Holzbalken stützte das wahrscheinlich aus Keramikplatten bestehende Dach. Auf der Ostseite grenzte eine Arkade großer, von Quaderpfeilern getragener Bögen an die Straße. Geschäfte säumten die Kolonnaden in ihrem südwestlichen Abschnitt; weitere Geschäfte lagen hinter der Bogenarkade. Fragmente monolithischer Säulen aus hartem Kalkstein, eingefügt in spätere Bauten, wurden gefunden. Die Säulenbasen hatten ein attisches Profil, während die Kapitelle in korinthischem Stil gearbeitet waren. Die 5 m hohen Säulen wurden in ihrer ursprünglichen Stellung im Cardo rekonstruiert. Die gut gearbeiteten Pflastersteine, die in langen Parallelreihen ausgelegt waren, wurden im Laufe der Zeiten glatt und brüchig. Einige Teile des Cardo befinden sich unter den modernen Häusern des jüdischen Viertels.

## Geschichte
Kaiser Hadrian hatte die zerstörte Stadt Jerusalem nach der Niederschlagung des Bar-Kochba-Aufstandes 136 n. Chr. im römischen Stil wieder aufbauen lassen und benannte sie in Aelia Capitolina um. Die Anlage des Cardo stammt aus dem 4. Jahrhundert n. Chr. und geht in ihrem frühesten, nördlichen Abschnitt, der heute jedoch nicht freigelegt ist, wahrscheinlich auf Kaiser Konstantin den Großen zurück. Der heute im jüdischen Viertel gelegene teilweise ausgegrabene südliche Abschnitt stammt aus byzantinischer Zeit. Die meisten hier gefundenen archäologischen Relikte datieren aus dem 6. Jahrhundert n. Chr. Wahrscheinlich war der byzantinische Kaiser Justinian I. (527–565 n. Chr.) der Auftraggeber für den Bau dieses Teiles des Cardo. In seiner Zeit war die Stadt ein wichtiges christliches Zentrum mit einer rasch wachsenden Bevölkerung geworden. Der südliche Abschnitt als Fortsetzung des älteren römischen, nördlichen, verband die beiden wichtigsten Kirchen jener Zeit, die Nea-Kirche und die Grabeskirche, miteinander. Mit einer Breite von 22,5 m trug er dem zunehmenden Verkehrsaufkommen jener Zeit Rechnung und war geeignet für repräsentative Zwecke, wie z. Bsp. religiöse Prozessionen. Nach der Eroberung durch die Araber im 7. Jahrhundert n. Chr. änderten sich nach und nach Aussehen und Aufgaben des Cardo. Auf beiden Straßenseiten wurden neue Werkstätten und Läden gebaut. In der Kreuzfahrerzeit entstanden auf dem Areal des Cardo drei überdachte Märkte. Manche der Gewölbe tragen Kreuzfahrermarkierungen, wie bspw. „SA“ für „Kloster zur Heiligen Anna“ oder „T“ für den „Templerorden“. Im Laufe der Jahre wurde der Cardo der große Basar, der er heute ist. Die jetzigen Straßen, der Suq Chan ez-Zeit, der dreifache Suq (Suq el-Lahhamin, Suq el-Attarin und Suq el-Khawayat) und Rehov Habad im jüdischen Viertel folgen noch dem originalen Verlauf des Cardo vom Damaskustor zum Zionstor, sind aber viel enger als früher und schlängeln sich um später ziemlich wahllos erbaute Häuser. Genauso ist der Decumanus noch erkennbar in der David Street und der Tariq Bab es-Silsileh. Die heutige, relativ strenge Teilung der Altstadt in die vier Viertel, das jüdische, das christliche, das muslimische und das armenische, geht in weiten Teilen noch auf die römische Anlage der Stadt mit ihrer Strukturierung durch Cardo und Decumanus zurück. Auf der berühmten Mosaikkarte aus dem 6. Jh., die man 1884 als Teil des Fußbodens einer byzantinischen Kirche im heute jordanischen Madaba entdeckte und die eines der wichtigsten Zeugnisse des byzantinischen Jerusalems darstellt, ist der Cardo deutlich zu erkennen. Die Karte ist die früheste kartographische Darstellung Jerusalems und leitete die Archäologen bei ihren Ausgrabungen im jüdischen Viertel nach 1967. Der Cardo wurde an der Stelle entdeckt, die die Madabakarte vermuten ließ.

## Heutige Situation
Der ausgegrabene Teil des Jerusalemer Cardo befindet sich im Zentrum des jüdischen Viertels, zwischen Rehov Habad und Rehov Ha Yehudim. Es gibt hier einen archäologischen Garten und ein kleines Museum. Auf dem rekonstruierten Abschnitt des Cardo kann man heute spazieren wie die Menschen vor 1500 Jahren. In dem im 12. Jahrhundert von den Kreuzfahrern errichteten überdachten Bazar, ein Teil des Cardo, wurden die Trümmer der Jahrhunderte fortgeräumt, und moderne Geschäfte, vor allem Juwelierläden und Kunstboutiquen, bieten ihre Waren den Käufern an.